# Puławy (Garten)

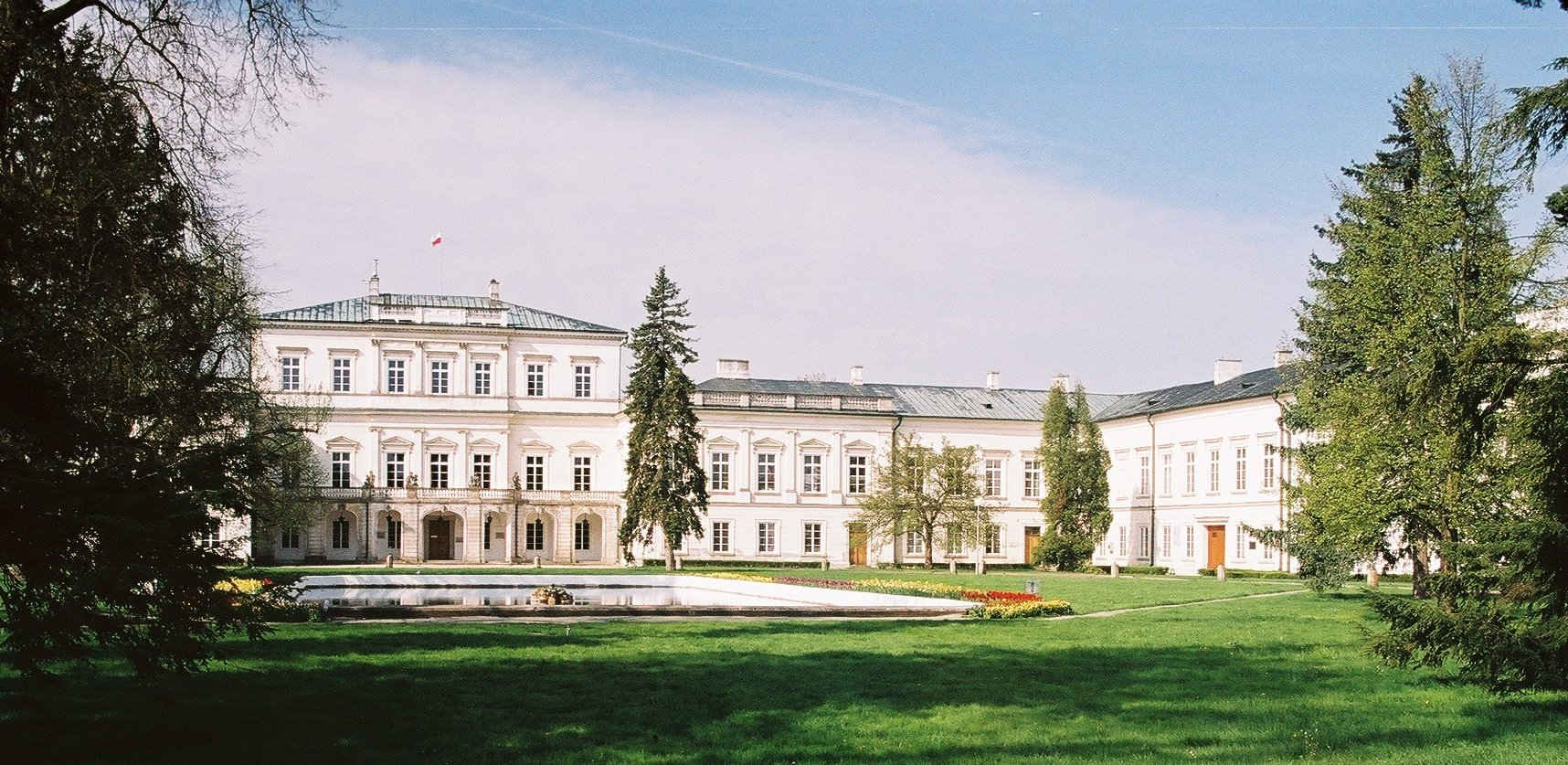
Schloss Czartoryski in Puławy, Blick vom Ehrenhof nach Süden

Puławy ist ein Schloss und Garten im gleichnamigen Ort an der Łach, einem Nebenfluss der Weichsel. Es war der Familiensitz der polnischen Fürsten Czartoryski. Die Anlage wurde mehrfach umgebaut und erweitert und stellt sich heute als klassizistischer Palast, Landschaftsgarten und Gartenstaffagen dar (Park Puławski).

## Geschichte

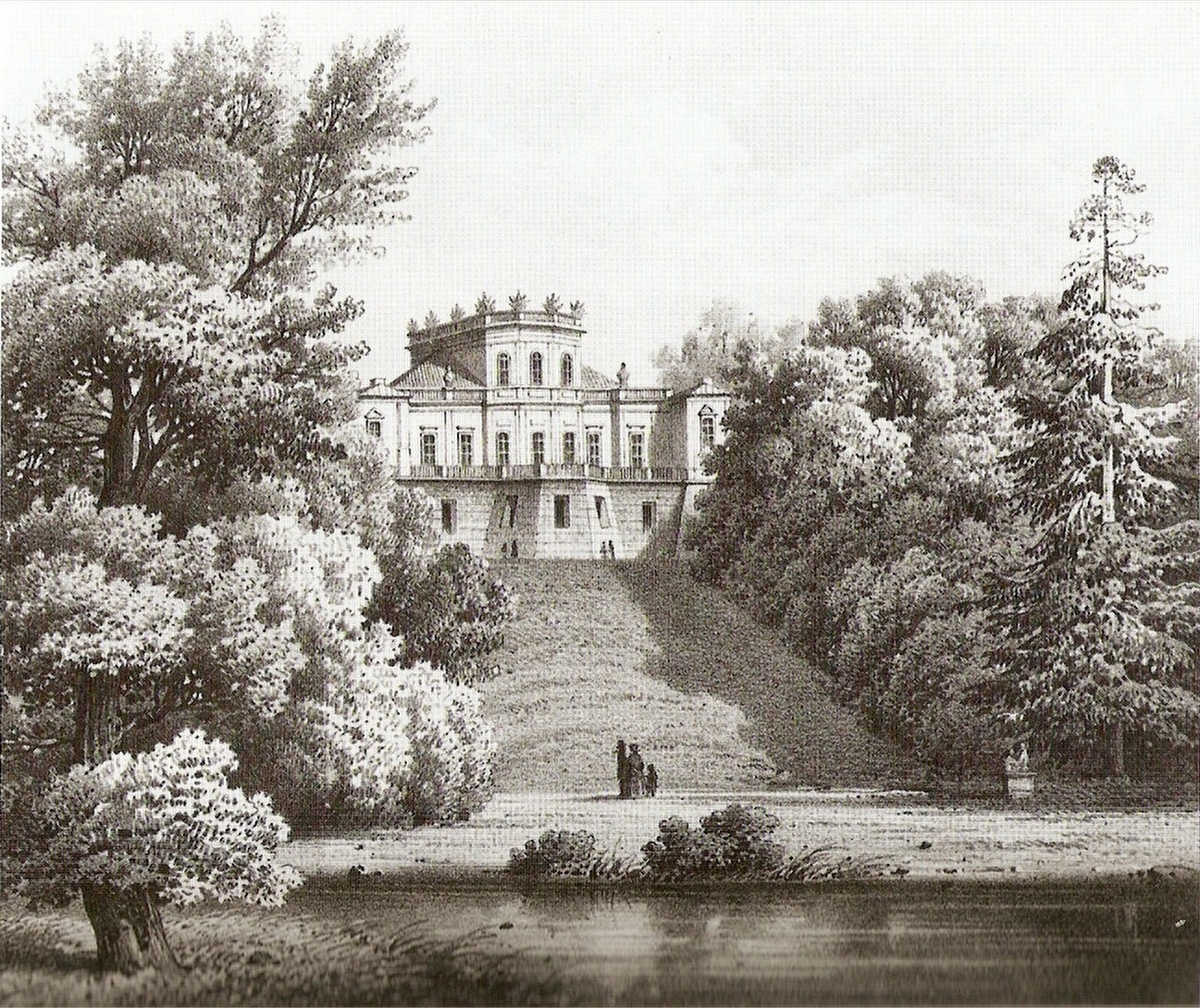
A. Leroix, Schloss Czartoryski vom unteren Garten aus gesehen (Anfang 19. Jahrhundert)

Von 1671 bis 1679 errichtete der Architekt Tylman van Gameren ein kleines, palastartiges Schloss in italienischer Anmutung. Anfang des 18. Jahrhunderts ließ der schwedische König Karl XII die Anlage zerstören. August Czartoryski veranlasste den Wiederaufbau und machte das neue Haus zum Familiensitz (ab 1786).
Schloss und der sich nach Osten anschließende Barockgarten füllten einen höhergelegenen Bereich am Nordufer der Łach aus. Dem symmetrischen zweiflügeligen Corps de logis war eine Stufenterrasse vorgelagert, die den Höhenunterschied zum Flussufer überwand. In der Mitte des von zwei Kavaliershäusern umstandenen Ehrenhofs befand sich ein Wasserbecken mit einer Fontäne. Das Gartenparterre war, bedingt durch die topographischen Vorgaben, in mehrere, zeitgenössisch untypisch aneinandergefügte Kompartimente aufgeteilt, deren größtes ein Freilufttheater darstellte.
Mit Aufkommen des englischen Landschaftsgartens wurde der Garten erweitert. Der vorhandene, auf Niveau der Schlossgebäude liegende, geometrische Garten blieb erhalten („oberer Garten“). Nach Osten und Südosten entstand auf einem niedriger gelegenen Gelände eine sogenannte „wilde Promenade“ die mit Bäumen und Büschen bestanden und von Spazierwegen durchzogen war („unterer Garten“). Die Gesamtanlage hatte damit seine größte Ausdehnung (geschätzt 17, nach anderen Angaben 35 Hektar) erreicht.

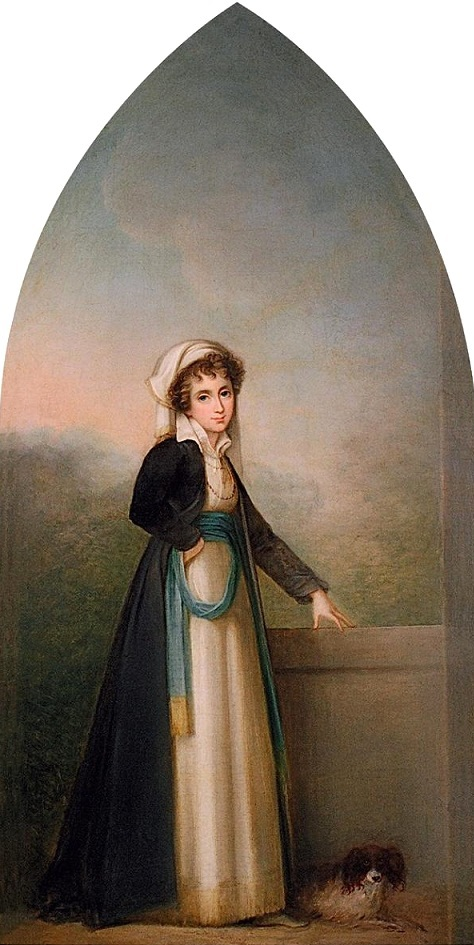
Izabela Czartoryska (1746–1835)

Eine Aufwertung zum „polnischen Athen“ erfuhr Puławy nach den kriegerischen Auseinandersetzungen mit Preußen 1794, in deren Folge Powązki, der Sommersitz der Czartoryskis, bei der Niederschlagung des Aufstandes unter Tadeusz Kościuszko der vollständigen Zerstörung durch russische Truppen anheimfiel und Puławy starke Schäden davontrug. Izabela Czartoryska verzichtete auf eine Wiederherstellung Powązkis und konzentrierte sich stattdessen auf die Reparatur sowie den Ausbau des Hauptsitzes. Das Schloss wurde durch Verbindung mit den Kavaliershäusern vergrößert. Der geometrische Garten erfuhr eine Überformung im landschaftlichen Stil, axiale Strukturen blieben jedoch teilweise erhalten. Die umfangreichen Arbeiten schlossen Umbauten ein, die einer programmatischen Änderung entsprangen: Dem kosmopolitischen Landschaftsgarten englischer Prägung folgte ein heimatliche Motive aufnehmender, romantischer Stil mit restaurativen Elementen, die an eine vermeintlich bessere Vergangenheit appellierten, was sich in den Gartenbauwerken niederschlug (eine ähnliche Ausstattung findet sich in Arkadia). 
Izabela Czartoryska war in Paris Jacques Delille begegnet, dessen Werk Les jardins, ou l'art d'embellir les paysages zu einer der Anregungen für den Garten von Puławy wurde. Großen Einfluss auf ihr Schaffen hatte auch ihre ausgedehnte Reise durch England und Schottland von 1789 bis 1791, die sie als Bildungsreise mit ihrem Sohn  Adam Jerzy unternahm, wobei sie unter anderem die Gärten von Strawberry Hill, Blenheim Palace, Stowe House, Stourhead und The Leasowes besuchten. Zahlreiche Künstler wirkten bei der Gestaltung der Gesamtanlage mit; für den Garten unter anderem James Savage (1740–1860) und für die Architekturen Chrystian Piotr Aigner (1756–1841).

## Gestalt und Ausstattung

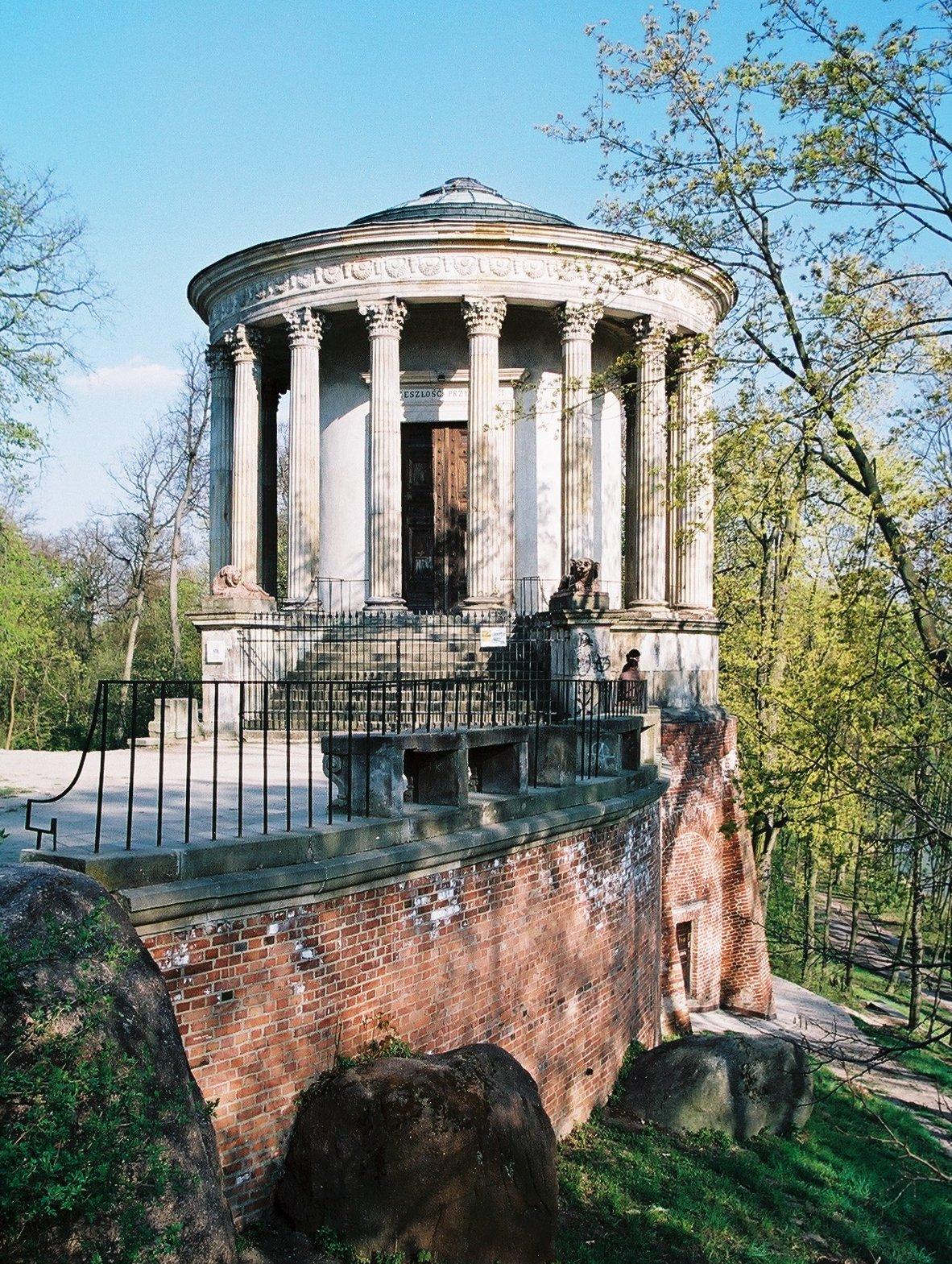
Tempel der Sibylle in Puławy

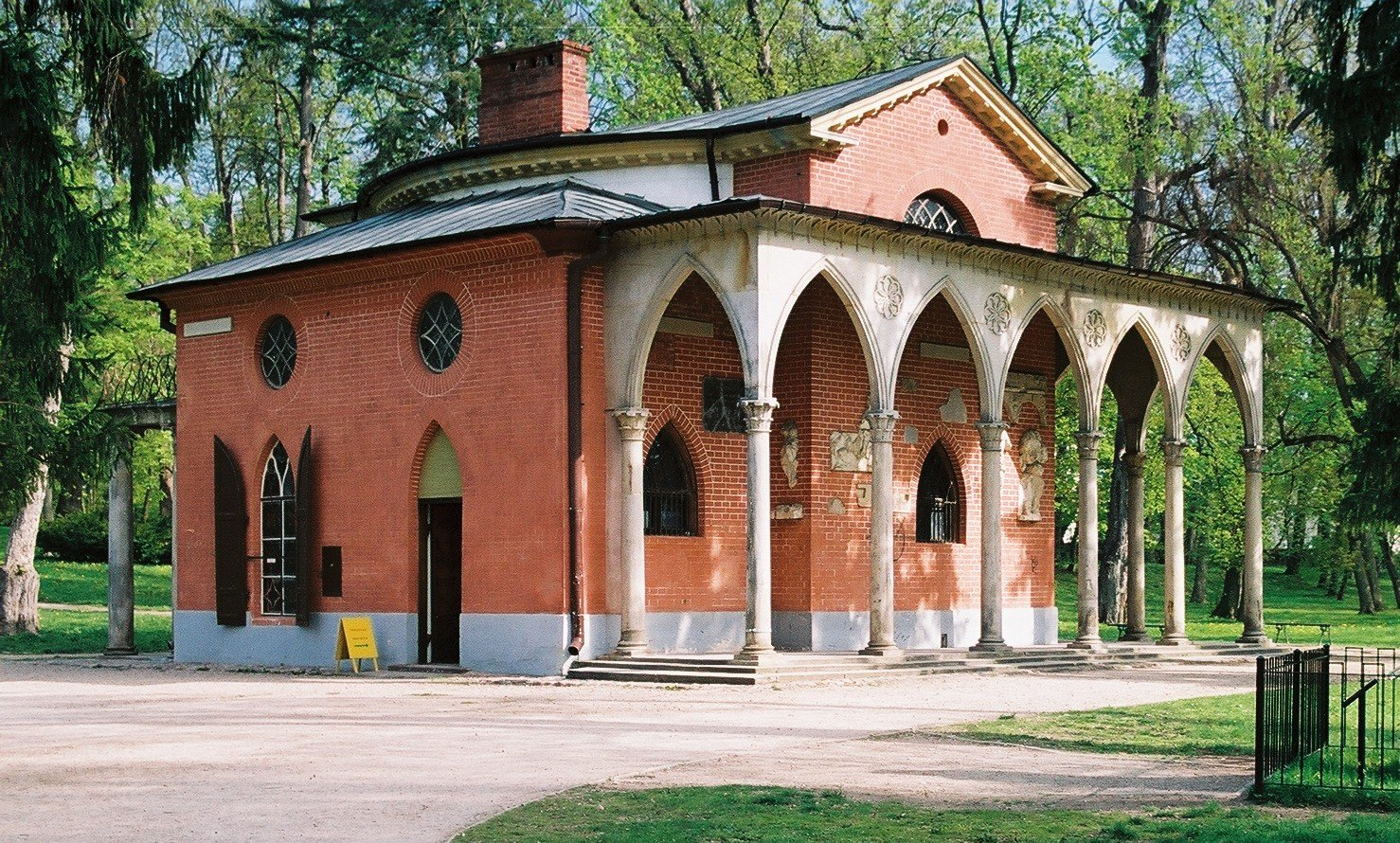
Das Gotische Haus

Sowohl der obere als auch der untere Teil des Gartens sind mit Bäumen und Büschen bestanden, ein System von Spazierwegen erschließt alle Bereiche. Die größten Bauwerke sind das Marynka-Palästchen (1791–1794) in der Südostecke des Parks und der voluminöse Sibyllentempel, ein Rundtempel mit Cella, der eine Nachbildung des Tempels der Vesta in Tivoli darstellt (1798–1802). Izabela Czartoryska statte ihn als Tempel der Erinnerung an die historische Größe Polens aus, das infolge der beiden letzten Teilungen Polens von 1793 und 1795 seine Unabhängigkeit verloren hatte. Sie trug dort zahlreiche historisch wertvolle Objekte aus polnischen Familien zusammen, darunter die Königliche Schatulle mit 73 Preziosen verschiedener polnischer Könige. 
Ein Gotikhaus (durch Umbau eines barocken Gartenpavillons entstanden, fertiggestellt 1809) wurde zum Aufbewahrungsort zahlreicher historisch-literarischer Reliquien, darunter Andenken an die Freiheitskämpfer Jeanne d’Arc, Wilhelm Tell und George Washington, ferner türkischer Trophäen aus der Zweiten Wiener Türkenbelagerung. Beeinflusst vom Gedankengut der Romantik, erwarb Izabela Czartoryska auch diverse Gegenstände von sentimentaler Bedeutung für das Gotische Haus, die Glanz und Elend des menschlichen Lebens symbolisierten, wie etwa Shakespeares Stuhl, Fragmente des angeblichen Grabes von Romeo und Julia in Verona, Überreste der Gebeine des El Cid und der Jimena aus der Kathedrale von Burgos, Überreste der Gebeine von Abelard und Heloisa sowie von Petrarca und seiner Laura und ein Schädelfragment Rousseaus. Zu den Objekten verfasste sie einen Katalog mit zahlreichen Essays, die die polnische Kultur in den Kontext europäischer Ideen stellten. Die Objekte befinden sich heute im Czartoryski-Museum in Krakau.
Ein römischer Triumphbogen (eine Ruinenarchitektur) und ein chinesischer Pavillon (als Chinoiserie) stellen mittelalterliche, antike und exotische Bezüge her. Ferner gibt es zwei Grotten, eine mit einer Kapellengruft, sowie die „Englische Passage“. Eine rustikale „Fischerhütte“ und ein „Holländisches Haus“ sind nicht erhalten. Mehrere Brücken, darunter eine Steinbogenbrücke, komplettieren das Wegesystem.
Außerhalb des Parks, nördlich des „Tiefen Weges“ (Glęboka Droga), befindet sich die Orangerie, die über eine Brücke an das Wegesystem des Gartens angebunden ist. In größerer Entfernung, in Parchatka, befand sich auf einer Anhöhe die Einsiedelei, eine phantasievolle Architektur in der Art eines Ruinenfragments, die auch als Aussichtspunkt diente.

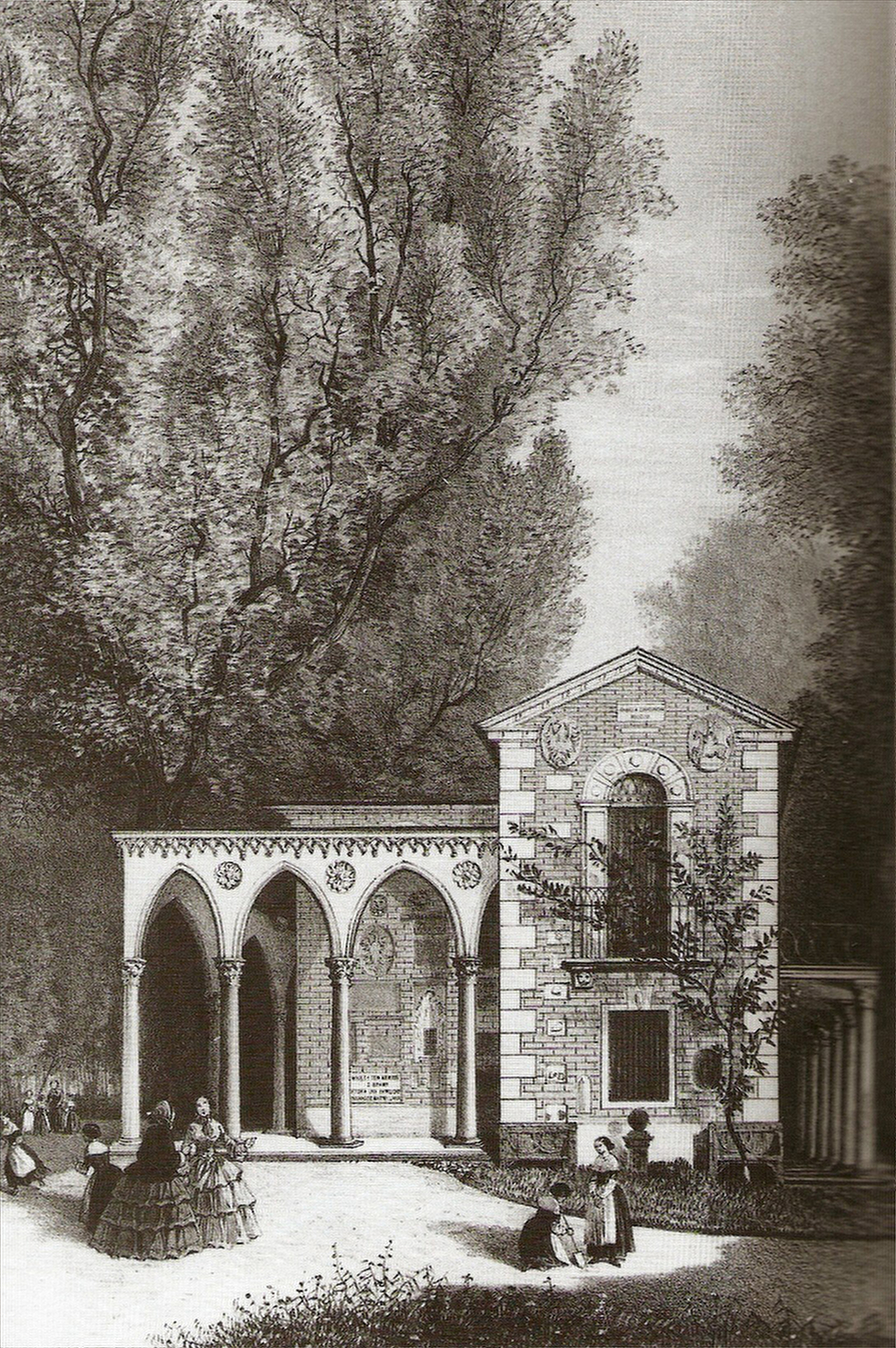
Das Gotische Haus im Schlosspark
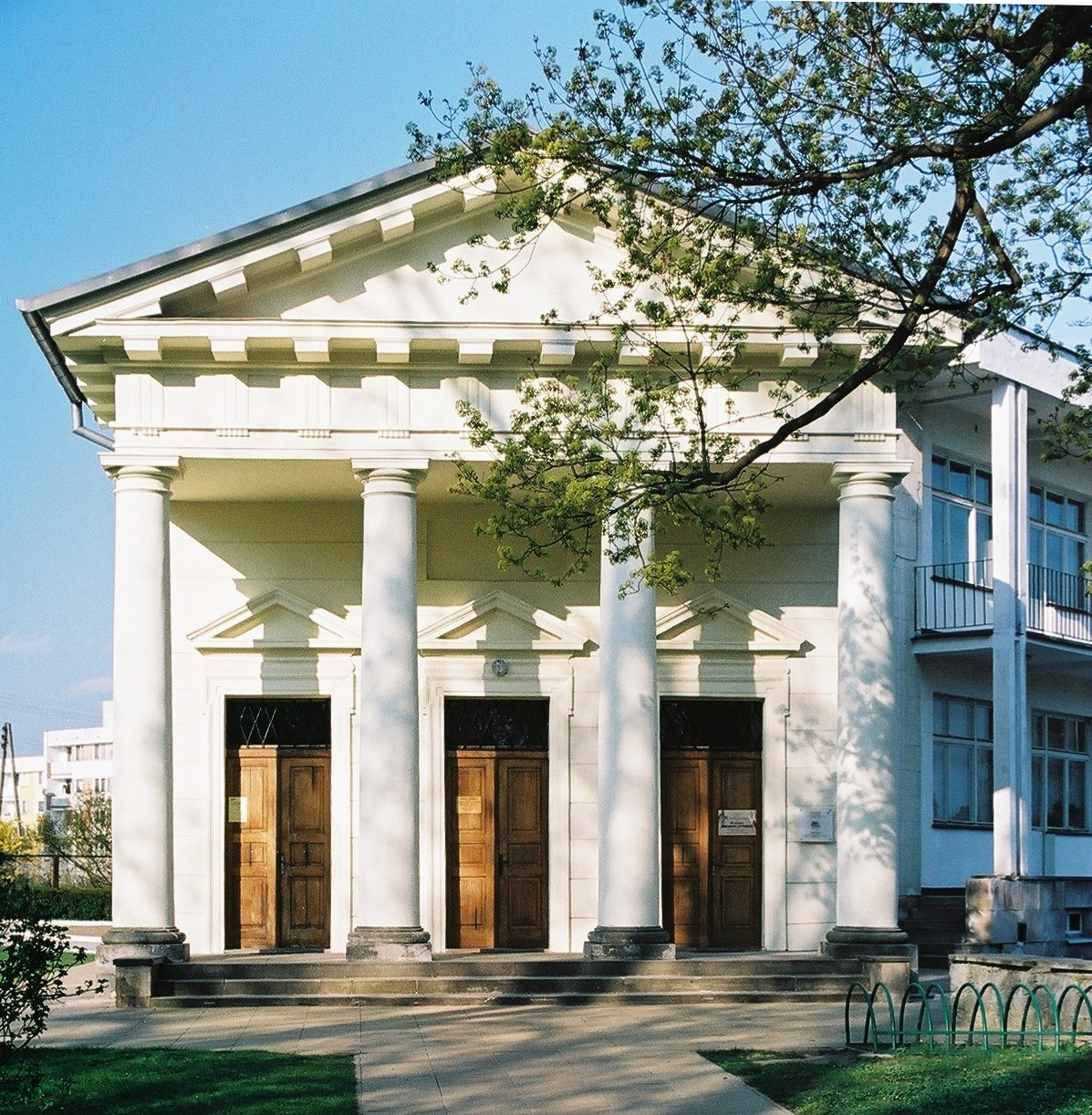
Das Griechische Haus
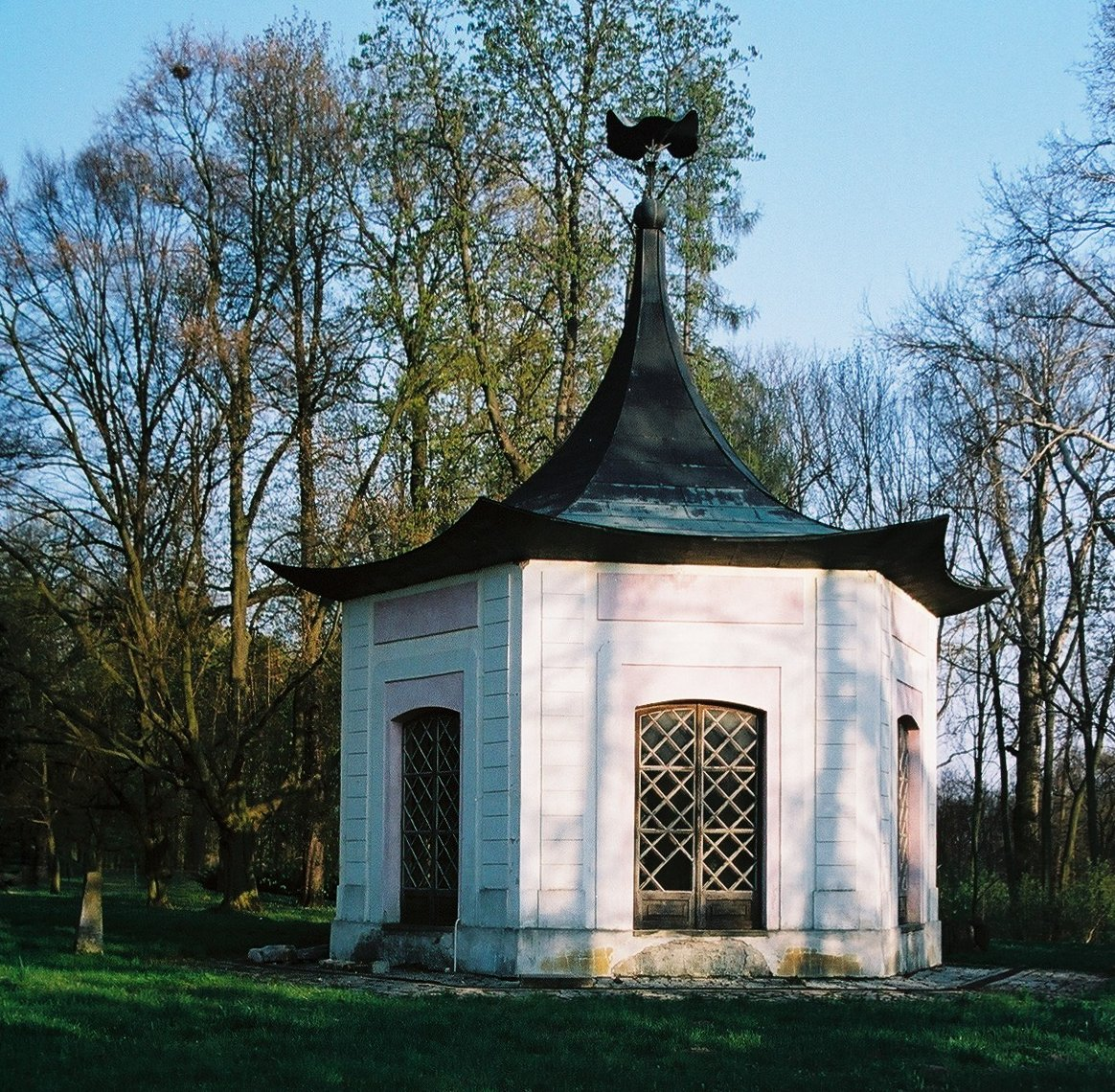
Chinesischer Pavillon
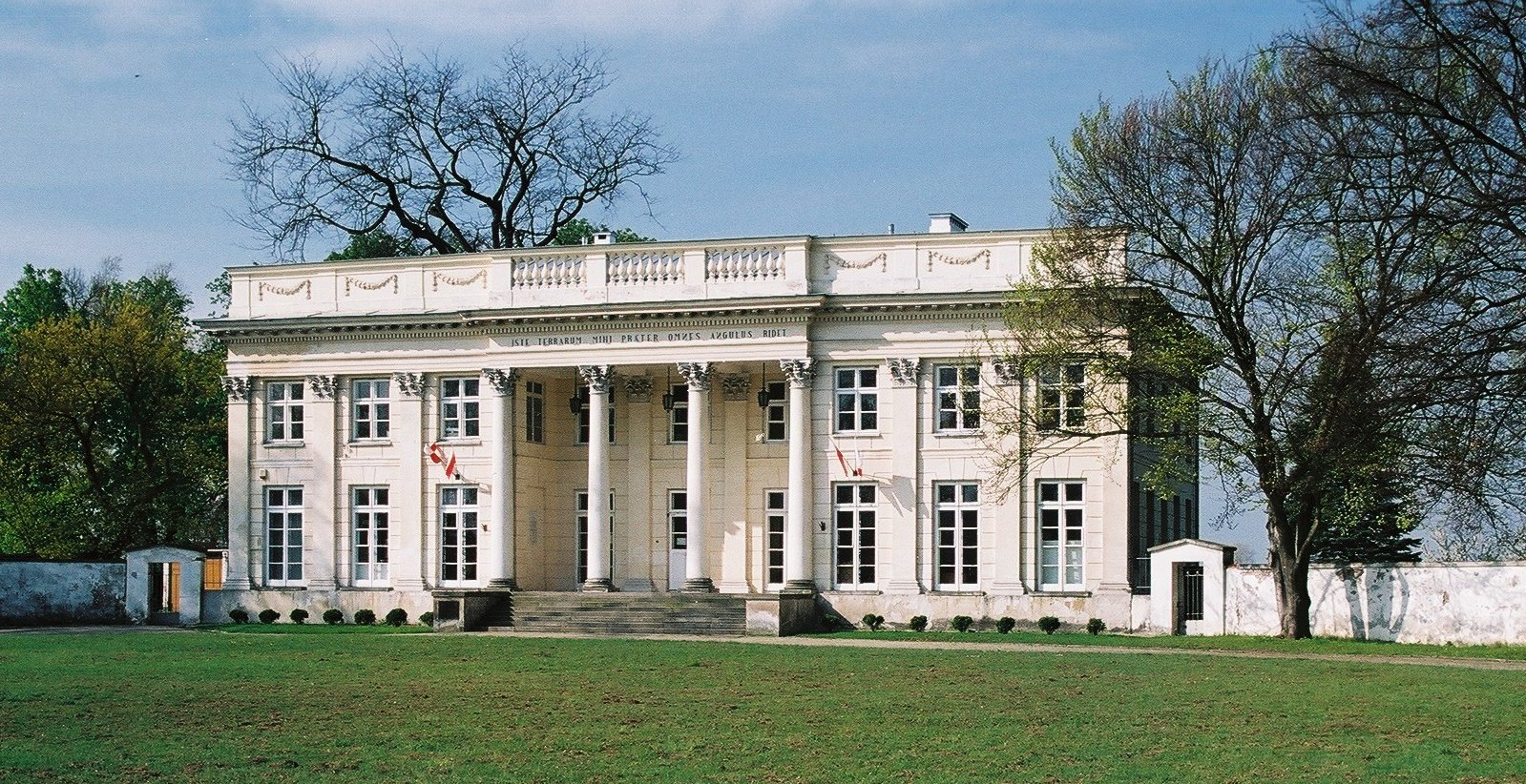
Schlösschen der Maria Anna Czartoryska
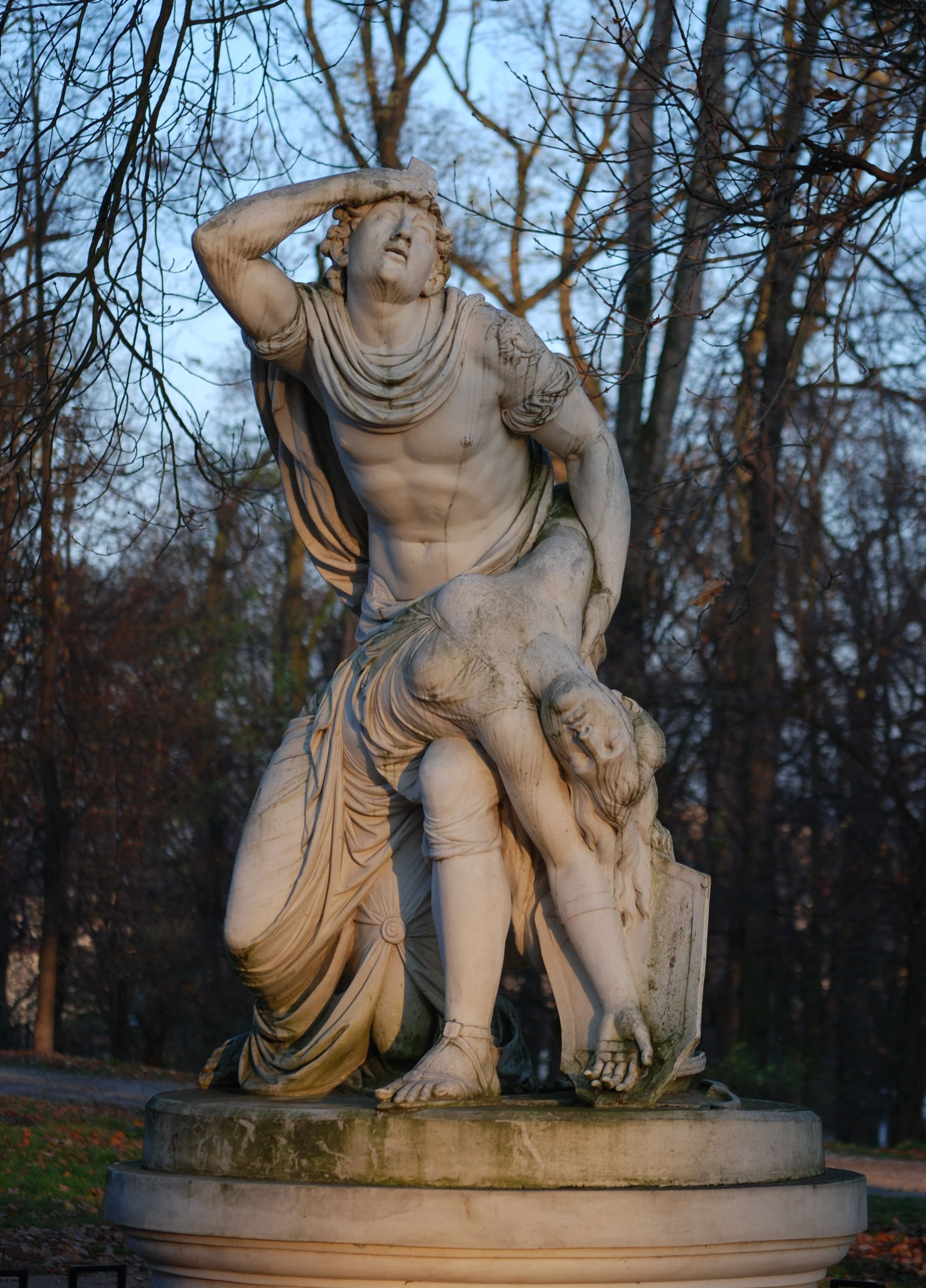
Statue im Schlosspark
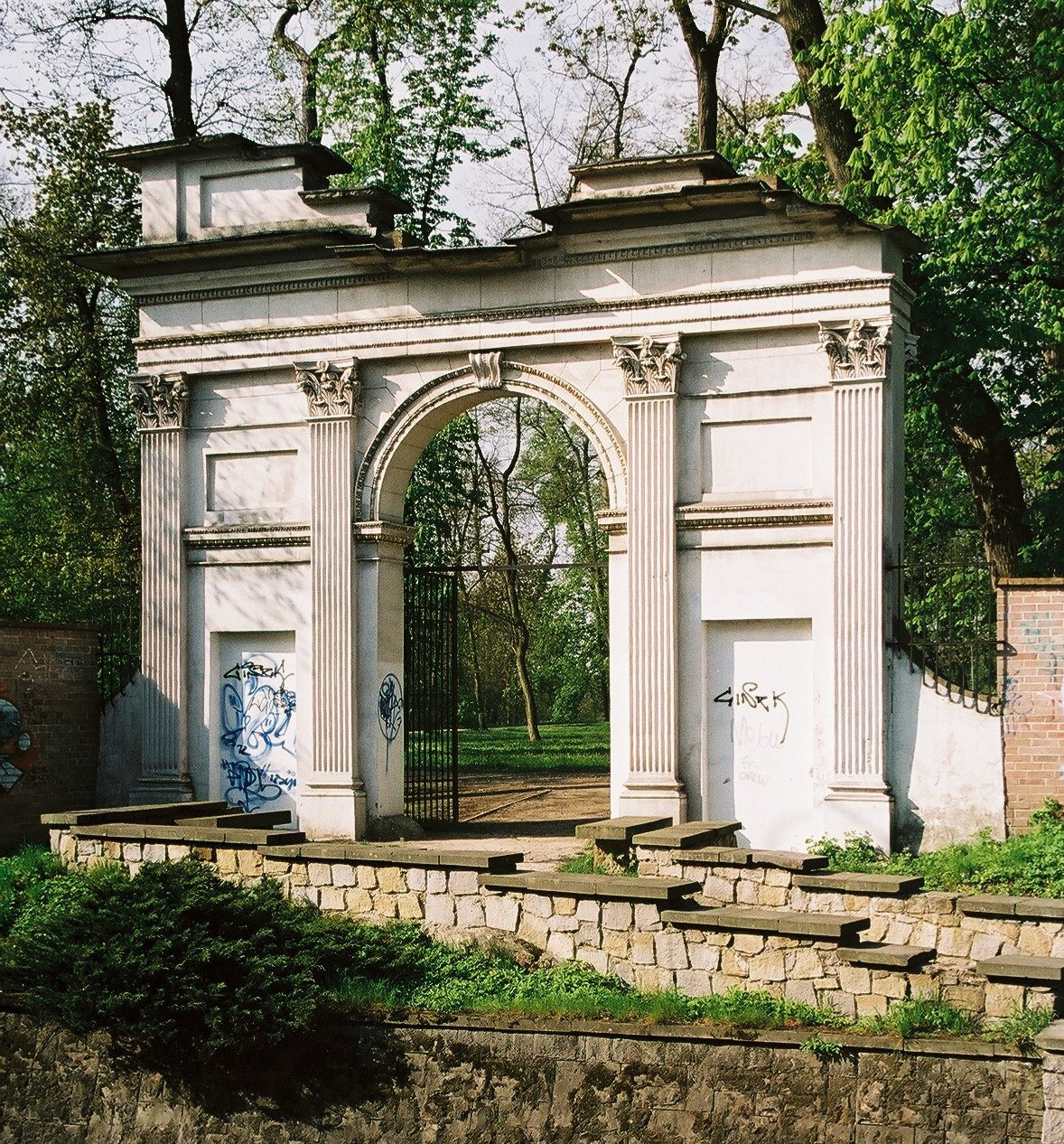
Römisches Tor
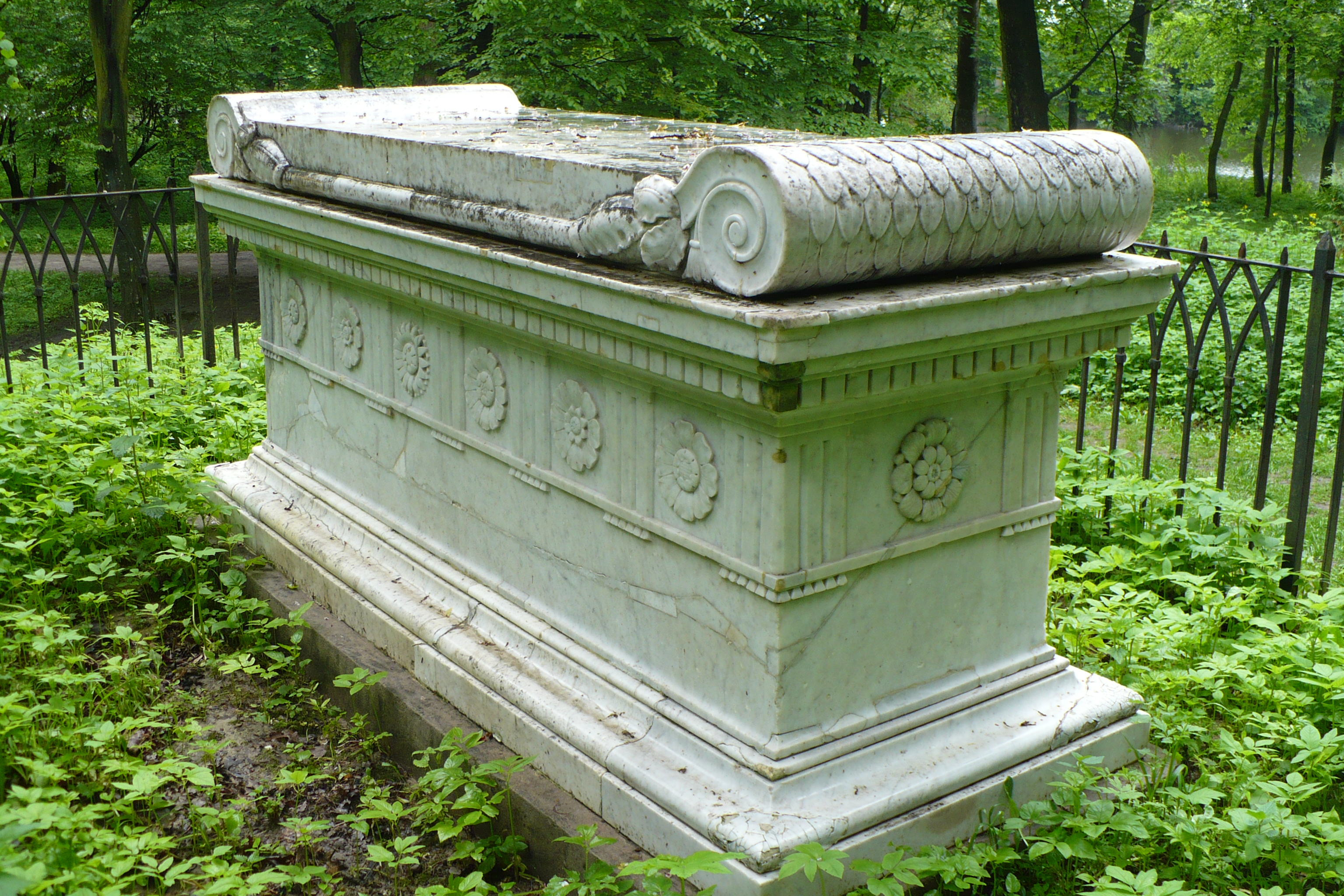
Sarkophag
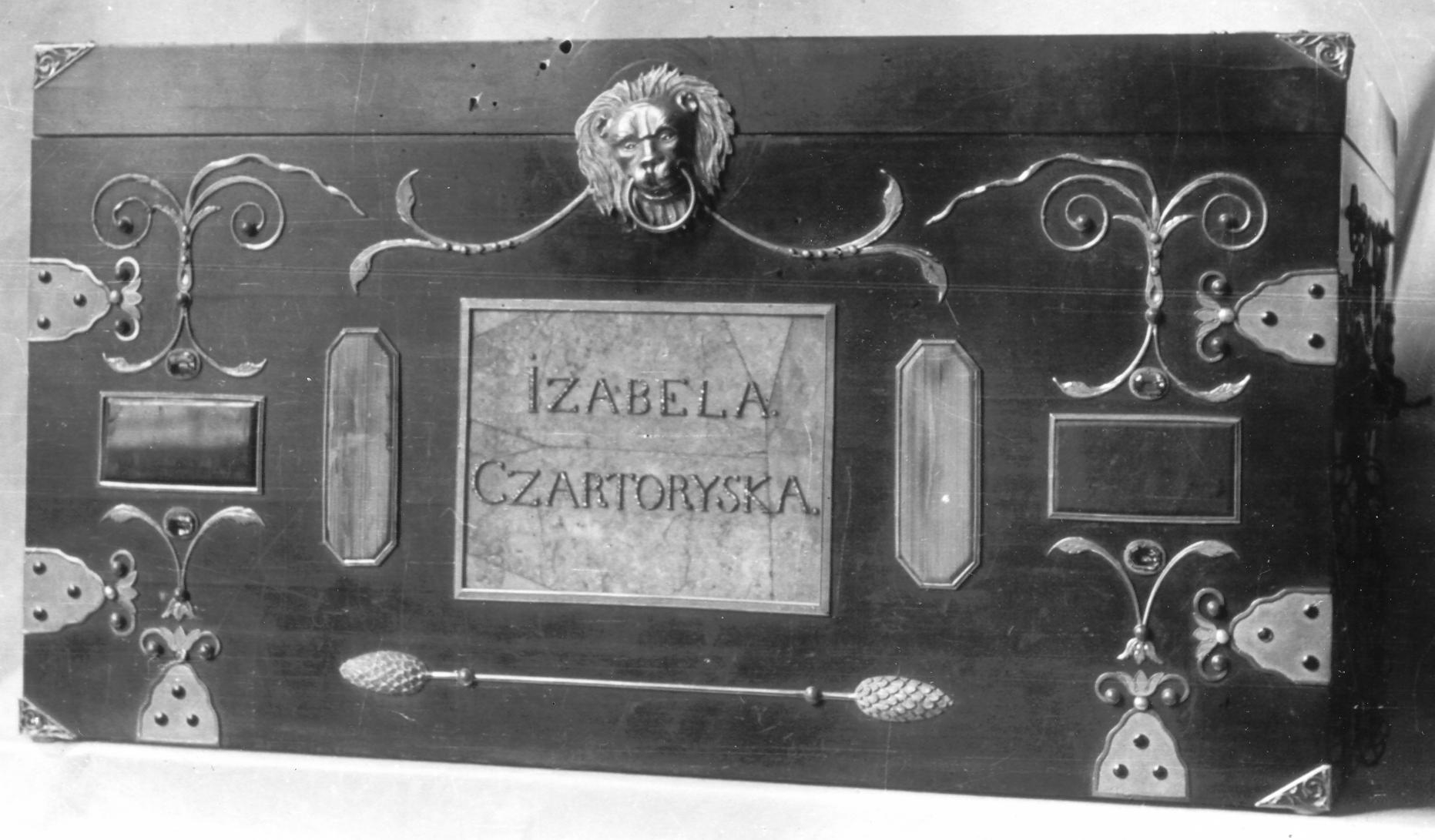
Die Königliche Schatulle